# Liste der römisch-germanischen Kriege
Die Liste der römisch-germanischen Kriege ist die chronologische Aufzählung der kriegerischen Handlungen zwischen dem Römischen Reich und verschiedenen germanischen Verbänden zwischen 220 v. Chr. und 600 n. Chr., das heißt von der Zeit der späten Republik bis zur Spätantike und Völkerwanderungszeit. Die Natur dieser Kriege variierte zwischen römischen Eroberungen, germanischen Aufständen und, ab dem späten 2. Jahrhundert n. Chr., germanischen Invasionen ins Kerngebiet des Reichs, der Italia. Die Serie von Konflikten und römische Bürgerkriege führten im 5. Jahrhundert im Zuge der Großen Völkerwanderung zum Untergang des Weströmischen Reiches.

## Chronologie
vor 200 v. Chr.
- Belagerung von Olbia, ca. 220 v. Chr.

200 v. Chr. – 100 v. Chr.
- Kimbernkriege, 113–101 v. Chr.
  - Schlacht bei Noreia 113 v. Chr.[1]
  - Schlacht bei Agen 107 v. Chr.[2]
  - Schlacht bei Arausio 105 v. Chr.
  - Schlacht von Aquae Sextiae 102 v. Chr.
  - Schlacht von Vercellae 101 v. Chr.[3]

100 v. Chr. – 1 v. Chr.
- Schlacht im Elsass 58 v. Chr.
- Schlacht an der Sambre 57 v. Chr.
- Clades Lolliana 16 v. Chr.
- Drusus-Feldzüge 12–8 v. Chr.
  - Schlacht bei Arbalo 11 v. Chr.
- Elbe-Überquerung Ahenobarbus 3 v. Chr.

1 – 100 n. Chr.
- Immensum bellum 1–5
- Marbod-Feldzug (abgebrochen) 6

- Schlacht im Teutoburger Wald 9
- Germanicus-Feldzüge 14–16
  - Marserfeldzug 14
  - Feldzug gegen die Chatten Frühjahr 15
  - Röm. Sieg gegen die Marser Frühjahr 15
  - Feldzug gegen die Brukterer Sommer 15
  - Schlacht an der Weser Sommer 15
  - Schlacht an den Pontes longi Herbst 15
  - Feldzug gegen die Chatten Frühjahr 16
  - Entsetzung Aliso Frühjahr 16
  - Strafexpedition gegen Angrivarier Sommer 16
  - Schlacht bei Idistaviso 16
  - Schlacht am Angrivarierwall 16
- Schlacht im Baduhenna Wald 28

100 – 200
- Markomannenkriege 166–180

200 – 300
- Reichskrise des 3. Jahrhunderts
  - Harzhornereignis ca. 235
  - Schlacht von Philippopolis 250[4]
  - Schlacht von Abrittus 251
  - Schlacht von Mediolanum 259
  - Schlacht bei Augusta Vindelicorum 260
  - Schlacht bei den Thermopylen 267
  - Belagerung von Mainz 268
  - Schlacht am Lacus Benacus 268
  - Belagerung von Augustodunum Haeduorum 269
  - Schlacht bei Naissus 269
  - Schlacht von Placentia 271
  - Schlacht bei Fano 271
  - Schlacht bei Pavia 271
  - Schlacht von Châlons 274
- Schlacht bei Langres 298
- Schlacht von Vindonissa 298

300 – 400
- Belagerung von Senonae 356
- Belagerung von Autun 356
- Schlacht von Reims 356
- Schlacht von Brumath 356
- Schlacht von Argentoratum 357
- Schlacht bei Solicinium 367
- Große Verschwörung 367–368
- Gotenkrieg (376–382)
  - Schlacht von Willows 377
  - Schlacht von Adrianopel 378
  - Schlacht von Thessaloniki 380
- Schlacht bei Argentovaria 378
- Massaker von Thessaloniki 390
- Schlacht am Frigidus 394

400 – 500
- Gotenkrieg (402–403)
  - Schlacht bei Pollentia 402
  - Schlacht bei Verona 403
- Belagerung von Florence 405[5]
- Schlacht bei Faesulae 405[6]
- Schlacht von Mainz 406
- Rheinübergang von 406 406
- Plünderung Roms 410
- Belagerung von Hippo Regius 430[7]
- Schlacht von Narbonne 436
- Schlacht auf den Katalaunischen Feldern 451
- Plünderung von Aquileia 452[8]
- Schlacht am Nedao 454
- Plünderung Roms 455
- Schlacht von Aylesford 455
- Schlacht von Órbigo 456
- Schlacht von Arelate 458
- Nacht der langen Messer ca. 460
- Schlacht von Cartagena 461
- Schlacht von Orleans 463
- Schlacht von Wippedesfleot 466
- Schlacht von Bassianae 468[9]
- Seeschlacht bei Kap Bon 468
- Schlacht an der Bolia 469
- Schlacht von Déols ca. 469
- Schlacht von Ravenna 476
- Schlacht von Mercredesburne 485
- Schlacht von Soissons 486
- Schlacht von Isonzo 489
- Schlacht von Verona 489
- Schlacht von Zülpich 496
- Schlacht von Mons Badonicus ca. 490–517

500 – 600
- Schlacht von Vouillé 507
- Schlacht bei Vézeronce 524
- Schlacht an der Unstrut 531
- Schlacht von Autun 532
- Vandalenkrieg 533–534
  - Schlacht bei Ad Decimum 533
  - Schlacht bei Tricamarum 533
- Gotenkrieg 535–554
  - Belagerung Roms 537–538
  - Schlacht von Faventia 542
  - Schlacht von Mucellium 542
  - Belagerung von Neapel 542–543
  - Plünderung Roms 546
  - Belagerung Roms 549–550
  - Seeschlacht von Sena Gallica 551
  - Schlacht von Taginae 552
  - Schlacht am Mons Lactarius 553
- Schlacht am Casilinus 554
- Belagerung von Ticinum 569–572
- Schlacht von Deorham 577
- Schlacht von Woden's Burg 592
- Schlacht von Raith 596[10]